# „… Verzeihung, ich lebe“
„… Verzeihung, ich lebe“ (Originaltitel „Przepraszam, ze zyje“) ist ein deutsch-polnischer Dokumentarfilm von Andrzej Klamt aus dem Jahr 2000. Einige jüdische Menschen, deren Heimat einstmals die polnische Kleinstadt Będzin war, treten eine Reise in ihre Vergangenheit an, die von Angst, Verzweiflung und Scham gegenüber den ermordeten Mitmenschen erzählt. Die Bilder dessen, was sie erleben mussten, holen sie immer wieder ein und prägen sie.

## Inhalt
Im Vernichtungslager Auschwitz wurden nach 1945 2400 private Fotografien von Juden gefunden, die aus der polnischen Kleinstadt Będzin stammten, gelegen am Rande des oberschlesischen Kohlereviers. Die weit überwiegende Anzahl der auf den Fotos abgebildeten Menschen kam im Grauen des Holocaust zu Tode. Einige wenige von den 27.000 Juden, die ehemals in Będzin zu Hause waren, überlebten das über sie hereinbrechende Inferno. Auch die Protagonisten des Films, ehemals Schüler am jüdischen Fürstenberg-Gymnasium, gehören zu ihnen. Lolek zum Beispiel überlebte dank seiner blauen Augen aufgrund derer man ihn nicht für einen Juden hielt. Da erzählt jemand von einer jungen Frau, die den jüdischen Kindern, die die Schule nicht mehr besuchen dürfen, Unterricht gab, um ihnen einen Rest von Selbstachtung zu bewahren. Ein anderer berichtet von einem Widerstandskämpfer, der sich im Ghetto versteckt hielt, und hilflos dem Abtransport der Juden ins Vernichtungslager zusehen musste. Die Rede ist auch von einem Gymnasiasten, der in der Vorkriegszeit ein sorgloses, vergnügtes Leben dank der Fürsorge seiner Eltern führen konnte oder von einem Ehepaar, das zwar rechtzeitig in die Sowjetunion fliehen konnte, dort aber sofort in die Verbannung geschickt wurde. Erzählt wird auch von Pejsachson, der bereits beim Transport nach Auschwitz erschossen wurde, nachdem er einem Wachhabenden ins Gesicht spuckte und ihn anschrie: „Ihr Verbrecher! Ihr werdet alle sterben wie die Hunde.“
Die inzwischen in Israel ansässigen Menschen treten ihre Reise in die Vergangenheit von dort aus an. Ihre Erzählungen lassen das Leben, das sie vor Kriegsbeginn im Kreise ihrer polnischen Mitbürger führten, wieder lebendig werden. Aber auch die Auswirkungen des Nazi-Terrors und das den Juden widerfahrene Leid wird sichtbar bis hin zur Auslöschung der gesamten jüdischen Bevölkerung der kleinen polnischen Stadt – Opfer des nationalsozialistischen Rassenwahns.

## Produktion

### Produktionsnotizen, Förderung
Produziert wurde der Film von der Halbtotal Filmproduktion GmbH & Co. KG (Wiesbaden) in Co-Produktion mit dem Hessischen Rundfunk (Frankfurt am Main), mit der Ulrich Rydzewski Filmproduktion (Düsseldorf), mit Appel Film (Warschau) sowie Canal + Polska (Warschau). Der Erstverleih des Films erfolgte durch die Basis-Film Verleih GmbH (Berlin).
Vorwort: „So tief ist keine Versenkung, daß alle Spuren vernichtet werden könnten, nichts Menschliches ist so vollkommen; dazu gibt es zu viele Menschen in der Welt, um Vergessen endgültig zu machen. Einer wird immer bleiben, um die Geschichte zu erzählen.“ – Hannah Arendt In: Eichmann in Jerusalem.
Der Film zieht keine Fotos, Wochenschauberichte oder andere Zeitdokumente hinzu, um die Schreckenstaten zu illustrieren. Allein die erzählenden Menschen tauchen in die Vergangenheit ein. Ihre Erzählungen machen bewusst wie schmerzhaft ihr Erinnern auch heute noch für sie ist. Im Rückblick wird auch nicht ausgespart, dass niemand von ihnen wahrhaben wollte, was da vor sich ging in einer Zeit, als sich das Grauen schon deutlich abzeichnete. Die vier im Film porträtierten Überlebenden fanden bei bestimmten Themen, etwa der Begegnung mit dem KZ-Arzt Josef Mengele, keine Worte, sondern verstummten.
Andrzej Klamt äußerte zu seinem Film: „[…] Wir sind hier auf einige der Überlebenden getroffen, sie sind uns nahegekommen, haben unsere Aufmerksamkeit und Anteilnahme gewonnen. Aber im Hintergrund erinnern uns die Fotos auch an die, die nicht mehr da sind. Wir sehen und hören den Lebenden zu, aber die Toten sind immer präsent. Dieses Eingedenken ist für mich das wichtigste an dem Film.“ In einem Interview zum Film erzählte Klamt, dass die Protagonisten des Films dasselbe jüdische Gymnasium besucht, dann ins Ghetto verbannt und schließlich nach Auschwitz deportiert worden seien. Gemeinsam sei ihnen auch, dass sie nach Tel Aviv ausgewandert seien. Man habe sich für sie entschieden, weil sie einen gemeinsamen Lebens- und Erfahrungshintergrund teilten.
Gefördert wurde der Film von der Hessischen Filmförderung (Frankfurt am Main) und dem Filmbüro Nordrhein-Westfalen e.V. (Mülheim). Im Film heißt es: „Dieser Film entstand dank der freundlichen Unterstützung des staatlichen Museums Auschwitz-Birkenau und des Fritz Bauer Instituts Frankfurt am Main. Für freundliche Unterstützung danken wir dem Sheraton Hotel in Tel Aviv.“

### Veröffentlichung
Der Kinostart des Films erfolgte am 9. November 2000. Die Uraufführung fand beim Internationalen Forum des Jungen Films auf der Berlinale 2000 statt.
Basis DVD gab den Film am 1. Dezember 2005 auf DVD heraus. Der DVD liegt als Bonus ein 24-seitiges Booklet bei.

## Rezeption

### Kritik
Eva-Maria Schirge schrieb im Kölner Stadt-Anzeiger: „Man sieht ihnen die Last nicht an, die sie in sich tragen. Sie sehen aus wie ganz normale ältere Menschen, die auf ein mehr oder weniger glückliches Leben blicken können. Nur: sie halten es nicht für normal, dass sie noch leben.“
J. Jacoby lobte in der Jüdischen Wochenzeitung: „Diesem Film von Andrzej Klamt und Marek Pelc, ist gelungen, worum sich Spielberg und Co. vergeblich bemühen – eine Ahnung zu übermitteln, was und wie Shoa-überlebende erinnern.“
Auf der Seite filmladen.de heißt es, in Klamts Film werden wir Zeugen, „wie Menschen sich abmühen, ihre Vergangenheit zu ‚erwerben‘. Im Lächeln und in der Trauer auf hren Gesichtern, in ihrer Einsamkeit, im Seufzen und Sich-Mut-Machen und in der Resignation ihrer Körper beim Sprechen“ werde ein „ganz anderes historisches Drama erzählt als das von den Geschichtsforschern aufgeschriebene: das Drama der vielen, die ihrer Geschichte keinen Sinn geben können. Und eine andere Haltung, als die Aufgeregtheit und das Sentiment, die das Populärkino erzeugt“, werde „dem Zuschauer hier abverlangt“: Er müsse „vor den Erzählungen der Protagonisten innehalten und, was er bisher zu wissen meinte, in Frage stellen“. Er müsse „den Panzer öffnen, den die Medienindustrie mit ihren vorgefertigten Bildern vom Holocaust um ihn geschlossen“ habe.
Christian Ziewer meinte, so, wie Klamt die Privatfotos verwende, hätten sie „nicht nur den Interviewten helfen“ sollen, „sich zu erinnern“, sondern seien „auch für den Zuschauer eine Brücke in die eigene Vergangenheit“. Die „Alltäglichkeit der Situationen, Familie, Schule, Ferien, Freundschaft und Flirt“, sei „dem Zuschauer als eigene vertraut und mach[e] die Menschen auf den Fotos – wie auch die Überlebenden, die jetzt erzählend vor ihm sitzen – zu seinen Nachbarn: dicht neben ihm, direkt nebenan“. So wolle „der Film umkehren, was das Terrorregime diesen Menschen nebenan angetan hat, als es sie stigmatisierte, entrechtete und ausgrenzte, erst zu Fremden und dann zu Feinden machte. […]“.
Die Ausführungen auf den Seiten Film des Monats gingen dahin, dass das Erzählen durch die Menschen „der eigentliche dramatische Vorgang des Films“ sei: „Wie die Frauen und Männer dasitzen und sprechen, wie sie stocken und schweigen, wie sie sich bewegen, wie sie nachdenken und versuchen, sich zu erinnern, wie sie sich offenbaren. Das Sich-Erinnern von Menschen ist es, was dieser Dokumentarfilm vor allem andern dokumentiert.“ Abschließend heißt es: Verzeihung, ich lebe scheint ein kleiner Film,
beschränkt in Umfang und Horizont. Aber er öffnet einen Kosmos aus Vergangenheit und Gegenwart, der den Zuschauer herausfordert, weil er ihn mit sich selbst konfrontiert. Wir müssen den Gedanken ertragen, daß die Vergangenheit nie vergeht. Daß wir sie mit uns in die Zukunft nehmen.
Lars Meyer von Player Web sprach von einem „behutsamen Dokumentarfilm, der allen Tendenzen zum Infotainment“ widerstehe. Wohltuend sei es, dass „auf einen Kommentar oder ergänzende historische Aufnahmen von den Kriegsgreueln, wie sie im Fernsehen schon lange inflationär gebraucht“ würden, verzichtet werde und „schlichtweg auf die Erinnerungen auslösende Kraft der Fotographien gesetzt“ werde. Der Zuschauer lausche „den ganz individuellen und doch typischen Geschichten einer Hand voll Personen, die alle in Bedzin geboren wurden und heute in Tel Aviv leben“.
Auch das Lexikon des internationalen Films lobte: Ohne die erschütternden Bilder der Vernichtungslager einzubeziehen, legt der Film Zeugnis vom jüdischen Leben im 20. Jahrhundert ab und überzeugt durch seine klare, lineare Struktur. Den Protagonisten ist es zu verdanken, dass der Film nicht von Bitterkeit geprägt ist, sondern dass in die Erinnerungen an vergangenes Leid auch der Wunsch nach Versöhnung einfließt.
Prisma lobte, „endlich mal ein Film über den Holocaust, der nicht die grausamen Schreckenstaten bebildert, sondern ausschließlich die Überlebenden zeigt, deren Erzählungen lauscht und ihr mühevolles Erinnern demonstriert. So dieser Film eine sehr persönliche Sicht auf die Geschichte.“

### Auszeichnungen
- 2000: Auszeichnung für Andrzej Klamt mit dem Hessischen Filmpreis
- 2000: Auszeichnung der Jury der Evangelischen Filmarbeit in der Kategorie „Film des Monats November 2000“[10]